# Groote Kerk (Graaff-Reinet)

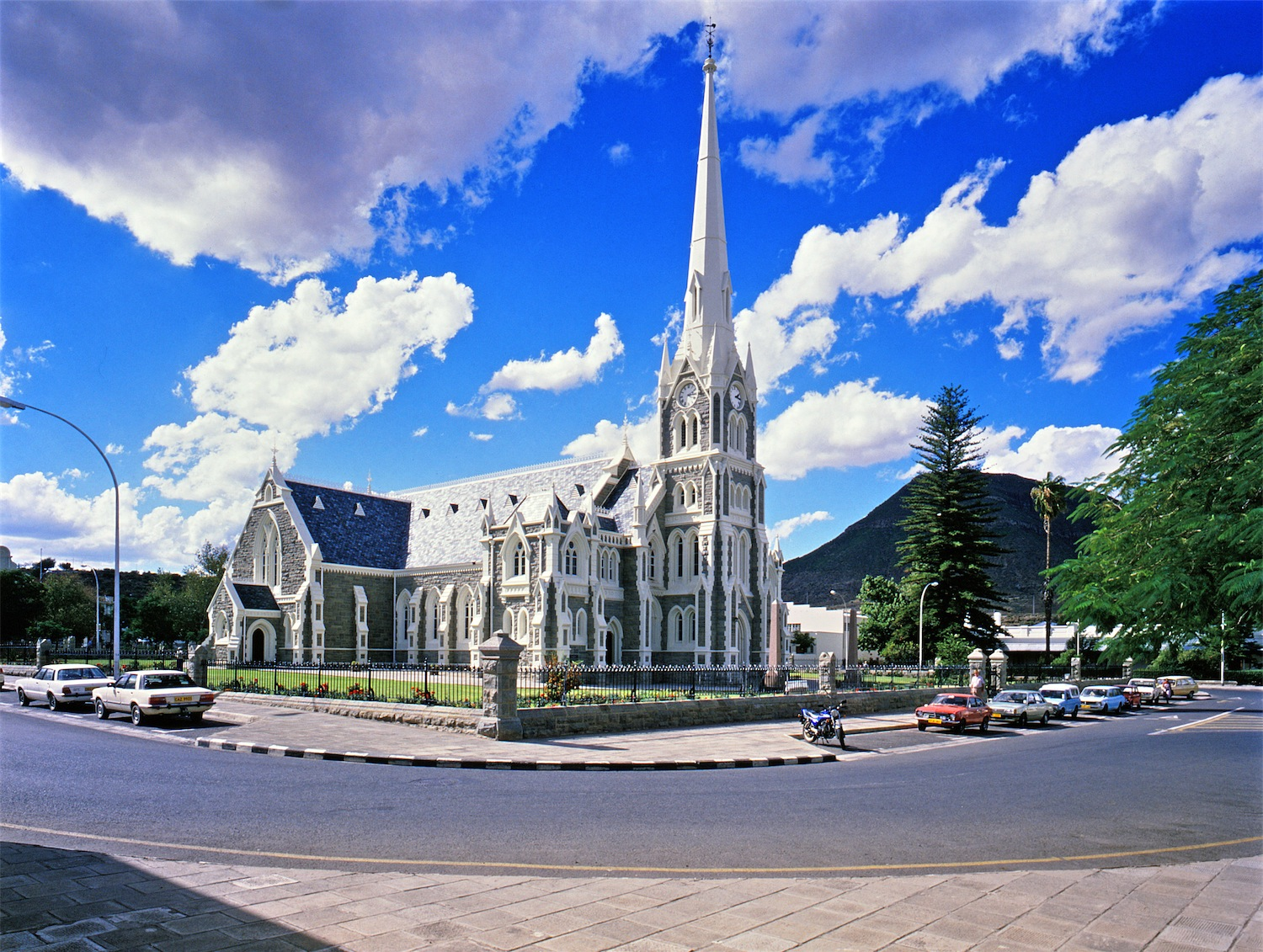

De Groote Kerk is een monumentaal gebouw van de Nederduitse Gereformeerde Kerk in Zuid-Afrika uit de 19e eeuw in het Zuid-Afrikaanse Graaff-Reinet.
De neogotische kerk is gebouwd naar ontwerp van architect James Bisset nadat de voorgaande kerken te klein waren geworden voor de gemeente. Het gebouw is in 1887 gebouwd uit zandsteen, afkomstig uit het naburige Adendorp. De kerk is in het bezit van een collectie Capes-'Ollands goud, waaronder een doopvont.
De door Nederduuts gevormde parochie werd gesticht in 1792.

## Predikanten
- A.F. Louw, 1897 - 1912
- P.G.J. Meiring, 1904 - 1907
- P.K. Albertyn, 1906 - 1921
- Dr. D.F. Malan, 1913 - 1915
- Dr. B.B. Keet, 1916 - 1919
- I.F. Burger, 1920 - 1922
- Antonie Georg Eliab van Velden, 1921 - 1922
- Pieter van der Merwe, 1929 - 1931
- Ruben Fourie, 1944 - 1946, 1947 - 1952
- Maarten Kruger, 1945 - 1949
- Jacobus Johannes Fick, 1947 - 1950
- Stephanus Salomon Weyers, 1953 - 1958
- Johannes Cornelius du Plessis, 1958 - 1963
- Jan Wynand Willem Greeff, 1960 - 1964
- Johan Gebhard Lindenberg, 1967 - 1974
- Eugene Louw, 1971 - 1976